# Carl Fredrik Lilja
Carl Fredrik Lilja, med smeknamnet Lilja, född den 12 februari 1812 i Stockholm, död 30 april 1872 i Adolf Fredriks församling i Stockholm, var en svensk förbrytare. Han kallades felaktigt för Johan Fredrik Lilja i första upplagan av sin självbiografi.

## Biografi
Efter faderns död 1830 arbetade Lilja i klädesfabrik och som vaktmästare. Han gifte sig år 1836 med Charlotta Lundberg och fick med henne en dotter. Lilja arbetade sig upp från att vara kusk till att bli egen åkare. Som nattvakt lärde han sig av en arbetskamrat att tillverka dyrkar.
Första straffet kom 1842, då det uppdagades att Lilja hade lämnat in en stulen guldkedja till en pantbank. Han dömdes då till 28 dagar på vatten och bröd. Dagen då kung Oscar I skulle krönas den 28 september 1844 företog Lilja en mängd inbrott och for sedan till Hamburg, Lübeck och Danmark där han sålde stöldgodset.
År 1846 gjorde Lilja en riktig storkupp då han genomförde ett inbrott på Ystads sparbank och kom över 13 200 riksdaler. Lilja påträffades emellertid i Köpenhamn, och dömdes den 29 september samma år till 40 par spö och allmänt arbete på Malmö fästning. År 1848 frigavs han därifrån, men gjorde sig snart skyldig till nya kupper. Efter dessa hamnade han på Rindön. Efter frigivning därifrån 1850 smög han sig in på Riddarhuset och blev kvar efter stängningen för dagen. På natten tog han sig in på kamrerarkontoret där han dyrkade upp en kassakista. Bytet blev pengar och ordnar, vilket han grävde ner utanför Hornstull. Lilja blev misstänkt för detta brott, men eftersom bevis saknades, fälldes han i mars 1851 för lösdriveri. Han fick avtjäna detta straff på Långholmen. När han kom ut från fängelset i juli 1851 var pengarna han grävt ner borta.
Nästa kupp blev på landskansliet i Västerås, varifrån han i november 1851 stal 2 600 riksdaler. Stölden upptäcktes dock innan Lilja hann lämna Västerås. Lilja dömdes till tio par spö och livstids fästning. Han klagade ända upp i Högsta domstolen, men domen stod fast. Han internerades på Länsfängelset i Västerås, men lyckades rymma därifrån på ett fräckt sätt. I Västerås stal han en båt och satte kurs mot Stockholm. Ett förfalskat pass hade han nytta av på vägen.
Lilja planerade en sista kupp mot landskansliet i Uppsala, där han dock blev igenkänd.
Efter 20 år i fängelse fick Lilja nåd och kunde påbörja en karriär som klädeshandlare. Sannolikt har han varit en resande sådan. Ur boken Örebro och dess utveckling citeras:
| ”                                                                                   | Författaren kommer från sina skolpojksår mycket lifligt ihåg, då Lilja, en lång och ståtlig karl med regelbundna, något om zigenare påminnande anletsdrag samt med en och annan silfverstrimma i det mörka, lockiga håret och i de kortklippta, engelska polisongerna, stod och sålde varor under marknaderna här i Örebro. Hans stånd var alltid beläget på Stortorget, strax utanför hypotekshuset. | „ |
| – Bernhard Forssell: Örebro och dess utveckling, förra bandet, s. 112 (Örebro 1912) | |   |

### Webb-källor
- "Gentleman, bokhjälte och storförbrytare" av Kjell E. Genberg på Dast Magazine
- Lasse-Maja och Lilja av F.G. Bengtsson[död länk]